# Memories (film, 1995)
Pour les articles homonymes, voir Memories.
Pour plus de détails, voir Fiche technique et Distribution.
Memories est un film d'animation japonais en trois parties distinctes (sketchs). On le classe généralement comme « omnibus » (compilation de plusieurs courts métrages). Il est cependant tiré du manga de Katsuhiro Ōtomo sorti sous le nom Kanojo no Omoide (Ses souvenirs) édité au Japon le 23 mars 1990.
Imaginé et supervisé par Katsuhiro Ōtomo, il offre la réalisation de deux des trois sketchs à Kōji Morimoto et Tensai Okamura. L'animation a été réalisée au Studio 4 °C, mais les studios Ghibli, Madhouse et Gallop y ont également participé.
Memories a été diffusé dans les cinémas japonais le 23 décembre 1995. Il est sorti en DVD en France en 2004.
La bande originale est sortie en France sur le label Animusik mais n'est plus distribuée.
Il a été récompensé par le prix Mainichi Noburō Ōfuji 1995.

## Magnetic Rose
Magnetic Rose (彼女の想いで) dure 44 minutes. L'arrivée de Satoshi Kon en tant que directeur artistique a insufflé une atmosphère italienne (la diva) dans ce court métrage qui mélange space opera et réflexions psychologiques. 2001, l'Odyssée de l'espace est souvent cité comme comparaison ou référence. Cependant, la trame narrative et la thématique correspondent bien plus à Solaris d'AndreÏ Tarkovski qu'au film de Stanley Kubrick.
Une équipe de cosmonautes chargée de « nettoyer » les débris flottants dans l'espace reçoit un appel à l'aide en provenance d'une station spatiale a priori inhabitée. Ils y découvrent une intelligence artificielle tourmentée…

### Synopsis
Le Corona, un cargo de sauvetage dans l’espace lointain, est en mission lorsqu’il rencontre un signal de détresse et y répond. Ils tombent sur un cimetière de vaisseaux spatiaux en orbite autour d’une station spatiale géante. Les deux ingénieurs de l’équipage, Heintz et Miguel, y pénètrent pour y jeter un coup d’œil de plus près.
Une fois à l’intérieur, ils découvrent un intérieur européen opulent et plusieurs pièces meublées (dans divers états de délabrement), mais ne trouvent aucun signe de vie. Ils découvrent que la station appartient à une diva de l’opéra autrefois célèbre, Eva Friedel, qui a disparu après le meurtre de son fiancé, Carlo Rambaldi, un autre chanteur. Poursuivant la recherche de la source du signal, les ingénieurs se séparent, chacun d’eux faisant l’expérience de rencontres paranormales, notamment de bruits et de visions étranges d’Eva. Miguel pénètre dans le ventre délabré de la station, et dans une chambre caverneuse, il trouve un piano cassé qui joue le signal de détresse. Il commence à avoir des hallucinations et Eva se précipite soudain pour l’embrasser.
Heintz trouve une scène de théâtre et voit Éva qui le poignarde à son approche. Soudain paralysé, Heintz revit un souvenir de sa famille, avec sa femme et sa fille Emily. L’illusion disparaît lorsqu’Eva prend la forme de sa femme et lui dit qu’il « ne partira jamais ». Heintz se précipite pour sauver Miguel, mais découvre qu’il a été séduit par Eva qui lui fait croire qu’il est Carlo. Eva révèle à Heintz qu’elle a assassiné le vrai Carlo pour avoir refusé de l’épouser et qu’elle a forcé d’autres personnes à lui ressembler. Elle fait revivre à Heintz la mort de sa fille et le convainc presque de la rejoindre. Il résiste et tire sur l’énorme ordinateur encastré dans le plafond, ce qui provoque un dysfonctionnement de l’hologramme d’Eva.
Le Corona fait face à un puissant champ magnétique provenant de la station, qui attire le vaisseau vers elle. En désespoir de cause, ils tirent un puissant canon à énergie, creusant la structure assez profondément pour atteindre la caverne. Heintz est éjecté dans l’espace (avec les anciennes victimes d’Eva), alors qu’Eva chante de façon envoûtante devant un public conquis. Le Corona est pulvérisé et devient une partie de la forme en rose autour de la station. L’épisode se termine par la présentation de l’endroit où se trouve la vraie Eva (celle qui est décédée), et par une représentation d’Eva discutant de manière romantique avec Miguel, car les deux n’existent plus que dans les souvenirs d’Eva. Heintz est vu pour la dernière fois dérivant dans l’espace, toujours vivant.

### Fiche technique
- Histoire originale : Katsuhiro Ōtomo
- Réalisation : Kōji Morimoto
- Scénario : Kōji Morimoto et Satoshi Kon
- Storyboard : Kōji Morimoto
- Direction artistique : Satoshi Kon (Perfect Blue)
- Character design : Toshiyuki Inoue (ja)
- Direction de l'animation : Toshiyuki Inoue (ja)
- Production : Eiko Tanaka (en)
- Mecha-design : Takashi Watabe (ja)
- Décors : Yuuji Okiura, Mutsuo Ozeki, Yutaka Yamakawa, Nizō Yamamoto et Satoshi Kon
- Musique : Yōko Kanno
- Son : Shizuo Kurahashi (ja)

Notons la présence de Hiroyuki Okiura (Jin-Roh, la brigade des loups) en tant qu'animateur-clé (durant le repas de famille).
| Personnages     | Japonais            | Français           |
| Magnetic Rose   | Magnetic Rose       | Magnetic Rose      |
| --------------- | ------------------- | ------------------ |
| Heinz Beckner   | Tsutomu Isobe (en)  | Philippe Résimont  |
| Ivanov          | Shouzou Iizuka      | Robert Guilmard    |
| Miguel Costrela | Kouichi Yamadera    | Bruno Mullenearts  |
| Aoshima         | Shigeru Chiba       | Ø                  |
| Emily           | Ami Hasegawa        | Guylaine Gibert    |
| Eva Friedel     | Gara Takashima (en) | Micheline Goethals |

## Stink Bomb
Stink Bomb (最臭兵器) dure 40 minutes.
Dans une ville paisible, un jeune scientifique en laboratoire pharmaceutique sérieusement enrhumé prend ce qu'il croit être un médicament, et se transforme en arme chimique des plus efficaces… Rappelé par sa direction, qui ne sait rien de son véritable état, il est chargé d'une mission de la plus haute importance : leur ramener les documents de recherche d'un projet gouvernemental, à Tokyo…

### Synopsis
Cette histoire est basée en partie sur l’incident de Gloria Ramirez. Dans cet incident, le technicien de laboratoire Nobuo Tanaka, qui lutte contre la grippe, confond des pilules expérimentales avec des pilules pour le rhume et en avale une. 
Les pilules font partie d’un programme d’armes biologiques, qui réagissent au vaccin contre la grippe, déjà présent dans son corps. Tanaka développe rapidement une odeur corporelle mortelle et devient une arme de destruction massive ambulante. Pendant sa sieste, l’odeur qu’il dégage tue tout le monde au laboratoire. Horrifié, il signale l’incident au quartier général, qui lui ordonne de se rendre à Tokyo. Pendant ce temps, l’odeur qu’il émet se renforce jusqu’à affecter plusieurs kilomètres de la zone environnante, tuant tous les êtres vivants qui sentent son odeur, à l’exception des fleurs et des plantes. L’odeur est si puissante que les masques à gaz et les combinaisons NBC n’offrent aucune protection contre ses effets. Son odeur tue tout dans la préfecture de Yamanashi, y compris les 200 000 habitants de la ville de Kōfu. Nobuo poursuit sa route vers Tokyo sans se rendre compte de la mort que son odeur provoque, mais le reste du pays est en proie à une panique totale. Le chef de la société de recherche et l’armée japonaise déduisent que Tanaka est à l’origine du gaz toxique et ordonnent qu’il soit tué. L’armée japonaise tente en vain d’arrêter Nobuo, causant ainsi d’immenses dommages collatéraux à la campagne japonaise, mais en vain, car les produits chimiques de l’odeur de Nobuo provoquent des interférences sur les systèmes de ciblage de ses missiles à tête chercheuse.
L’armée américaine, qui a observé la situation jusqu’alors, utilise la politique japonaise pour prendre le relais de cette opération, et fait appel à une unité de la NASA avec des combinaisons spatiales pour tenter de capturer Nobuo vivant. Ignorant cette opération, l’armée japonaise fait s’effondrer une partie du pont pour empêcher Nobuo de s’échapper, le piégeant dans un tunnel. Ils mettent en marche des éoliennes chargées d’azote liquide pour tenter de le congeler. Nobuo prend peur, désactivant les machines tout en laissant les trois astronautes indemnes. Les soldats obligent Nobuo à enfiler une exosuite et le ramènent au quartier général de l’armée à Tokyo. Nobuo se fraye un chemin à travers le bâtiment du quartier général, sans savoir qu’il est la source de la contamination biologique. Il ouvre alors son exosuit, tuant tout le monde.

### Fiche technique
- Réalisation : Tensai Okamura
- Scénario : Katsuhiro Ōtomo
- Character design : Hirotsugu Kawasaki
- Directeur artistique : Hirotsugu Kawasaki
- Producteur : Shigeru Watanabe
- Animation clé : Yoshiaki Kawajiri
- Musique : Jun Miyake

| Personnages      | Japonais           | Français          |
| Stink Bomb       | Stink Bomb         | Stink Bomb        |
| ---------------- | ------------------ | ----------------- |
| Nobuo Tanaka     | Hideyuki Hori      | Ø                 |
| Oomaeda          | Ken'ichi Ogata     | Ø                 |
| Kamata           | Osamu Saka (en)    | Ø                 |
| Grand-mère       | Hisako Kyouda (en) | Ø                 |
| Nirasaki         | Michio Hazama (en) | Robert Dubois     |
| Sakiko           | Kayoko Fujii (en)  | Ø                 |
| Officier Général | Ryouichi Tanaka    | Bruno Mullenearts |

## Cannon Fodder
Cannon Fodder (大砲の街) dure 22 minutes. Le film est construit sous la forme d'un seul et unique plan-séquence (factice, bien entendu, vu que la prise de vue dans un film d'animation ne peut être que suggérée).
Cannon Fodder met en scène une ville dont la vie des habitants est entièrement dévouée à l'entretien et à « l'utilisation » des canons démesurés qui surplombent les toits de la cité. L'histoire, relativement courte, est racontée comme vue par les yeux d'une famille dont la vie est effectivement centrée sur ces canons qui peuplent la ville.

### Synopsis
Dans une ville fortifiée perpétuellement en guerre, la survie de tous dépend de l'entretien et de la mise à feu des gigantesques canons qui composent la quasi-totalité de la ville. Presque chaque bâtiment de la ville est équipé d'un canon de taille variable, capable de tirer d'énormes obus d'artillerie au-dessus des murs de la ville. L'histoire se concentre sur un jeune garçon et son père, qui travaille comme modeste chargeur de canons.
La ville est entourée de nuages de fumée et de poussière provoqués par les tirs des canons. Malgré l'annonce du bombardement réussi de la « ville ennemie en mouvement » par les médias locaux, il n'y a aucune confirmation visuelle que cela soit vrai, ni même s'il y a un ennemi.
À la fin, le garçon rentre de l'école et entend un journaliste du journal télévisé parler de la quasi-destruction de la ville ennemie. Le garçon saute dans son lit, en disant qu'un jour il veut être l'officier supérieur qui tire les canons, et non un simple ouvrier comme son père. Alors qu'il dort, une sirène de raid aérien retentit et une lumière bleue balaie la fenêtre.

### Fiche technique
- Réalisation : Katsuhiro Ōtomo
- Scénario : Katsuhiro Ōtomo
- Character design : Katsuhiro Ōtomo et Hidekazu Ohara (ja)
- Directeur de la photographie : Hiroaki Edamitsu
- Couleurs : Terumi Nakauchi
- Directeur de l'animation : Hidekazu Ohara
- Producteur : Shigeru Watanabe
- Décors : Junko Ina, Katsuhiro Ōtomo, Kazuko Fujī, Masanori Kikuchi, Minoru Nishida, Tsutomu Watanabe, Yamako Ishikawa
- Musique : Hiroyuki Nagashima

| Personnages   | Japonais           | Français         |
| Cannon Fodder | Cannon Fodder      | Cannon Fodder    |
| ------------- | ------------------ | ---------------- |
| Garçon        | Yuu Hayashi (en)   | Stéphane Flamand |
| Père          | Keaton Yamada      | Ø                |
| Mère          | Keiko Yamamoto     | Ø                |
| Enseignant    | Ryuuji Nakagi      | Ø                |
| Technicien    | Nobuaki Fukuda     | Ø                |
| Commandant    | Hidetoshi Nakamura | Ø                |